# 吉草酸エチル
吉草酸エチル（きっそうさんエチル、英: Ethyl pentanoateまたは英: Ethyl valerate）は吉草酸のエステルの一種である。リンゴに似たフルーツ香をもつ無色の液体である。

## 用途
リンゴ、アプリコット、モモなどフルーツ系、バター、ナッツ系の香料として4.2～15ppmほど、チューインガムにおいては260ppmほどの濃度で使用される。嗅覚閾値は吉草酸メチルより低いものの、加水分解で発生した遊離酸による悪臭が生じるため調合香料には不向きである。

## 製法
吉草酸とエタノールを無機酸触媒下で反応させることにより得られる。

## 安全性
日本の消防法では危険物第4類・第2石油類（非水溶性）に分類される